# Diplogrammus infulatus
Diplogrammus infulatus är en fiskart som beskrevs av Smith, 1963. Diplogrammus infulatus ingår i släktet Diplogrammus och familjen sjökocksfiskar. Inga underarter finns listade i Catalogue of Life.